# Kamen Rider Zi-O Next Time: Geiz, Majesty
Série Kamen Rider Zi-O
Kamen Rider Reiwa: The First Generation
Pour plus de détails, voir Fiche technique et Distribution.
Kamen Rider Zi-O NEXT TIME: Geiz, Majesty (仮面ライダージオウNEXT TIME：ゲイツ、マジェスティ, Kamen Raidā Jiō Nekusuto Taimu Geitsu, Majesutī) est un film japonais de type tokusatsu V-Cinema de Kamen Rider Zi-O, centré sur le personnage de Geiz. 
Un teaser a annoncé sa sortie le 24 août 2019 avant la sortie de l'épisode final de Zi-O.
Le film rendra hommage aux 19 Kamen Riders secondaires de l'ère Heisei (G3 de Kamen Rider Agito, Knight de Kamen Rider Ryuki, Kaixa de Kamen Rider 555, Garren de Kamen Rider Blade, Ibuki de Kamen Rider Hibiki, Gatack de Kamen Rider Kabuto, Zeronos de Kamen Rider Den-O, Ixa de Kamen Rider Kiva, Diend de Kamen Rider Decade, Accel de Kamen Rider W, Birth de Kamen Rider OOO, Meteor de Kamen Rider Fourze, Beast de Kamen Rider Wizard, Baron de Kamen Rider Gaim, Mach de Kamen Rider Drive, Specter de Kamen Rider Ghost, Brave de Kamen Rider Ex-Aid, Cross-Z de Kamen Rider Build et Geiz de Kamen Rider Zi-O).

## Sypnosis
Septembre 2018 : Parmi tous ces lycéens normaux qui choisissent leur avenir, il y a Geiz (également appelé Keito) qui rêve de remporter une médaille de judo tout en impressionnant Tsukuyomi, que Geiz aime secrètement et Sougo qui dit des choses étranges comme «Je vais devenir roi».
Cependant, lorsque Geiz subit une blessure irréversible lors d'un match et décède, un mystérieux jeune homme se présente devant Geiz, lui tendant une montre et une ceinture, en disant: «Je suis Woz. Je suis là pour faire de toi un sauveur. Si je ne le fais pas, alors Tokiwa Sougo deviendra le pire, le plus mauvais roi démoniaque de l'histoire ». De plus, un mystérieux étudiant transferé nommé Kaido Takumi semble causer des ennuis au lycée,,.
Quel avenir attend les lycéens ?

## Fiche technique
- Titre : Kamen Rider Zi-O NEXT TIME: Geiz, Majesty
- Titre original : 仮面ライダージオウNEXT TIME：ゲイツ、マジェスティ (Kamen Raidā Jiō Nekusuto Taimu Geitsu, Majesutī?)
- Titre alternatif : Masked Rider  Zi-O NEXT TIME: Geiz, Majesty
- Réalisateur : Satoshi Morota
- Créateur : Shōtarō Ishinomori
- Scénario : Nobuhiro Mouri
- Musique : TRIPLANE
- Société production : Toei
- Société distribution : Toei
- Pays :  Japon
- Langue : japonais
- Genre : Tokusatsu
- Format image :
- Dates de sortie :  Japon : 28 février 2020 (projection spéciale au cinéma), 22 avril 2020 (DVD/Blu-Ray)

## Distribution

### Distribution deKamen Rider Zi-O
- Sougo Tokiwa (常磐 ソウゴ, Tokiwa Sōgo?): So Okuno (奥野 壮, Okuno Sō?)
- Geiz Myokoin (明光院 ゲイツ, Myōkōin Geitsu?): Gaku Oshida (押田 岳, Oshida Gaku?)
- Tsukuyomi (ツクヨミ?): Shieri Ohata (大幡 しえり, Ōhata Shieri?)
- Woz (ウォズ, Wozu?): Keisuke Watanabe (渡邊 圭祐, Watanabe Keisuke?)
- Heure (ウール, Ūru?): Rihito Itagaki (板垣 李光人, Itagaki Rihito?)
- Ora (オーラ, Ōra?): Ayaka Konno (紺野 彩夏, Kon'no Ayaka?)
- Sworz (スウォルツ, Suworutsu?): Kentaro Kanesaki (兼崎 健太郎, Kanesaki Kentarō?)

### Acteurs Vedettes
- Daiki Kaito (海東 大樹, Kaitō Daiki?): Kimito Totani (戸谷 公人, Totani Kimito?)
- Masato Kusaka (草加 雅人, Kusaka Masato?): Kohei Murakami (村上 幸平, Murakami Kōhei?)[6],[7]
- Ryu Terui (照井 竜, Terui Ryū?): Minehiro Kinomoto (木ノ本 嶺浩, Kinomoto Minehiro?)[6],[7]
- Akira Date (伊達 明, Date Akira?): Hiroaki Iwanaga (岩永 洋昭, Iwanaga Hiroaki?)[6],[7]

## Continuité
- Le producteur Shinichiro Shirakura a confirmé que les évènements du film se passent après Kamen Rider: Reiwa The First Generation[8].